# 聖少女戦士St.ヴァルキリー
『聖少女戦士St.ヴァルキリー』（せいしょうじょせんしセイントヴァルキリー）は、2006年12月22日にオリジナルDVDとして発売された特撮ドラマ。全1巻。

## あらすじ
中学生の少年・三枝祐樹はある日、女の子の秘密を守る使命と変身能力を母親から与えられた。だが変身した姿はなぜか女戦士であり、しかも変身を解除しても体は女のままだった。祐樹は三枝ユウキの名で名門女子中学校に入学するはめになり、興奮すると男に戻ってしまうという弱点を抱えつつ、聖少女戦士ヴァルキリー・ユウキとして、ヴァルキリー・アイと共に悪の組織ピンクベアーズと戦う。

## キャスト
- ヴァルキリー・ユウキ / 三枝祐樹 / 三枝ユウキ：新実菜々子
- ヴァルキリー・アイ / 葉山亜衣：小林万桜
- 櫻井ゆめ：吉沢真由美
- 神代麻里亜：小川櫻子
- 果穂：日美野梓
- まゆ：大久保陽夏
- るみ：青山実紗
- 薫：坂口愛
- 菜穂子：川西愛美
- 麗香：吉田真衣

## スタッフ
- 原作・監督：畑澤和也
- 脚本：緒川いづみ
- 助監督：池田将人
- 制作：城内崇秀、椋木章雄、田村麻衣子
- 企画・プロデュース：かがわりえ
- 企画・製作：ピースモア
- 撮影：土田淳一
- 販売：タキ・コーポレーション

## 各話サブタイトル
1. 変身！？おれは聖少女戦士？
2. 保健室でどきどき…ピンクの…
3. 美少女強化合宿？くまちゃんパニック☆